# Episodi di Top of the Lake - Il mistero del lago (seconda stagione)

Immagine tratta dalla sigla di apertura

La seconda e ultima stagione della serie televisiva Top of the Lake - Il mistero del lago (Top of the Lake), composta da sei episodi, è stata trasmessa in anteprima nel Regno Unito dal 27 luglio al 31 agosto 2017 su BBC Two.
In Italia questa stagione è attualmente inedita.
| N° | Titolo originale          | Prima TV Regno Unito |
| -- | ------------------------- | -------------------- |
| 1  | China Girl                | 27 luglio 2017       |
| 2  | The Loved One             | 3 agosto 2017        |
| 3  | Surrogate                 | 10 agosto 2017       |
| 4  | Birthday                  | 17 agosto 2017       |
| 5  | Who's Your Daddy          | 24 agosto 2017       |
| 6  | The Battle of the Mothers | 31 agosto 2017       |

## China Girl
- Diretto da: Jane Campion
- Scritto da: Jane Campion e Gerard Lee

### Trama
A Sydney Bootie e Dang, coniugi proprietari di un bordello, da una scogliera gettano una valigia sull'oceano.
Quattro anni dopo gli eventi di Laketop, la detective Robin Griffin deve ancora fare i conti con il disturbo da stress post-traumatico. Al Parker, ex sergente detective e mediatore della cerchia di pedofili, ha accettato di testimoniare in cambio dell'immunità, ma ora ha intentato una causa civile contro Robin sostenendo che lei gli ha sparato per motivi personali.
Intanto Mary Edwards, la figlia che Robin aveva avuto dopo uno stupro di gruppo e che aveva dato in adozione a due giorni di vita, è una studentessa diciassettenne fidanzata con Alexander Braun, soprannominato Puss (anche lui nato da uno stupro), un carismatico tedesco quarantaduenne che vive in un appartamento al di sopra di un bordello, il Silk 41; Mary è molto innamorata di Puss, il quale afferma di aiutare le giovani prostitute asiatiche insegnando loro l'inglese e alcune lezioni di vita. Mary si ribella in modo aggressivo e apertamente ostile nei confronti dei suoi genitori adottivi Pyke e Julia (specialmente contro quest'ultima), che stanno divorziando dopo che Julia ha confessato di essere lesbica. Pyke e Julia sono sconvolti dopo aver conosciuto Puss, che li informa di voler sposare Mary.
Brett, uno studente universitario socialmente disadattato, è preoccupato perché non riesce a contattare una prostituta alla quale è molto legato, Cinnamon, che considera come una fidanzata. Nel frattempo, la valigia gettata nell'oceano viene ritrovata a Bondi Beach, e si scopre che contiene il corpo in decomposizione di una giovane donna. Robin e Miranda Hilmarson, un'agente di polizia, vengono assegnate al caso.

## The Loved One
- Diretto da: Ariel Kleiman
- Scritto da: Jane Campion e Gerard Lee

### Trama
Un flashback rivela che, quattro settimane prima, Johnno è stato arrestato il giorno del matrimonio con Robin dopo che la polizia aveva fatto irruzione nella sua fattoria trovando della droga, e Robin lo ha lasciato dopo aver scoperto di essere stata tradita. Nel frattempo, Tui alleva suo figlio Noah in una comunità.
Nel presente Robin, che ha avuto tre aborti spontanei quando stava con Johnno, ha frequenti incubi sui bambini. Robin è ossessionata dal caso della ragazza asiatica trovata nella valigia, soprannominata China Girl fino a che non se ne scoprirà l'identità, e che probabilmente è morta per strangolamento; in assenza di casi corrispondenti di persone scomparse, sospettano che lavorasse come prostituta, forse entrando nel paese con un passaporto falso. Robin e Miranda osservano l'autopsia, dove il patologo Ray scopre che la ragazza era incinta da circa 17 o 20 settimane; un'emotiva Miranda lascia l'autopsia quando vede il piccolo feto, e in seguito rivela di essere incinta da 18 settimane. Robin suggerisce di estrapolare il DNA paterno dal feto e inserirlo nel sistema della polizia per trovare una pista da seguire.
Brett va al Silk 41 pensando di trovare Cinnamon, ma Dang gli dice che la ragazza è scappata a Canberra; Brett però non crede che lo avrebbe fatto senza prima avvertirlo. Robin e Miranda visitano diversi bordelli; durante una pausa, Robin nota da una fotografia un grosso panda di peluche presente al Silk 41, e chiede ad Adrian Butler, il suo nuovo capo (che ne teneva uno identico nel suo ufficio), se frequenti i bordelli, e lui risponde che lo faceva in passato. Robin incontra Pyke e Julia nel suo ufficio: quest'ultima le dice, molto infastidita, che i problemi comportamentali di Mary sono iniziati quattro anni prima, dopo che non ha mai ricevuto una risposta alla lettera che aveva inviato a Robin, portandola a credere di essere stata «indelicata»; invece Pyke è molto più paziente e accogliente, e ascolta Robin mentre racconta la sua storia.
Robin riesce a combinare un incontro con Mary, che fa discorsi strani e mostra un'autostima molto bassa. Mary rivela di aver pensato di essere il prodotto di uno stupro, cosa che Robin conferma; la ragazza si offre volontaria per uccidere lo stupratore di sua madre, ma Robin confessa di non aver mai saputo chi egli fosse, essendo vittima di uno stupro di gruppo. Contattata da Ray, Robin scopre che il campione di DNA sul feto rivela che China Girl non era sua madre biologica: allora Robin si rende conto che la ragazza morta era una madre surrogata, fatto che cambia il corso dell'indagine.

## Surrogate
- Diretto da: Ariel Kleiman
- Scritto da: Jane Campion e Gerard Lee

### Trama
Robin crede che China Girl facesse la madre surrogata illegalmente, poiché la legge afferma che per farlo le donne devono avere più di 25 anni e aver già avuto un figlio, e quindi i genitori biologici hanno aggirato il normale sistema; Robin pensa inoltre che la morte della ragazza possa essere dovuta all'interruzione dell'accordo. Dopo che Miranda e Adrian le confessano di avere una relazione, Robin e Miranda visitano una clinica per la fertilità, dove un medico dice a Robin che, sebbene molte persone possano essere ossessionate al punto da provare la maternità surrogata illegale, ciò comporterebbe un grande rischio in quanto la legge si schiererebbe dalla parte della madre surrogata, che potrebbe decidere di tenere il bambino. Robin esce e vede Miranda litigare con l'addetta alla reception, Pixie.
Pyke, Julia e Isadore (la compagna di Julia) organizzano una cena al ristorante per mettere alle strette Puss: hanno scoperto che è già sposato. Dopo aver attirato l'attenzione degli altri clienti, Puss dice che vent'anni prima aveva proposto per scherzo a una ragazza zoppa e derisa da tutti di sposarlo, ma che lei lo aveva preso sul serio, e finì per sposarla veramente pur sapendo che fosse una cosa senza senso. Dopo che Puss se ne va arrabbiato entra Mary, e quando Julia e Pyke le riferiscono ciò che hanno scoperto, Mary li accusa di ipocrisia e ordina loro di non rivolgerle più la parola. Puss si chiude a chiave nel suo appartamento e si rifiuta di vedere Mary e le prostitute; dopo essere stata chiamata da Pyke, Robin invita Mary nel proprio appartamento, dove la ragazza scoppia in lacrime a causa del rifiuto di Puss di vederla.
Robin crede di aver trovato i genitori biologici per i quali China Girl era diventata una madre surrogata, dopo che una donna mentalmente instabile vaga nel traffico, piangendo per il suo bambino scomparso. Mike, il marito di Felicity, incontra Robin nella clinica psichiatrica dove la moglie è ricoverata; l'uomo, che ha precedenti penali per violenza domestica e possesso di cocaina, alla fine accetta di sottoporsi al test del DNA. Robin è irritata dal fatto che Miranda fumi e beva nonostante sia incinta, e che passi il tempo con Liam, fratello di Robin, pur avendo una relazione con Adrian, che tra l'altro ha già una moglie e un figlio.
Robin incontra Parker, ora su una sedia a rotelle, per una mediazione. Parker sostiene di amarla e, alzandosi a fatica, si toglie la cintura; dopo che Robin gli dice che è disgustoso, Parker le stringe la cintura alla gola, così Robin usa un accendino per infiammare le tende e farsi lasciare. Due addetti alla sicurezza vedono da una telecamera le fiamme che divampano e Parker mentre tenta di violentare Robin e la picchia con la cintura, quindi chiamando i rinforzi.

## Birthday
- Diretto da: Ariel Kleiman
- Scritto da: Jane Campion e Gerard Lee

### Trama
Pyke e Mary partecipano al ballo scolastico di fine anno tra padri e figlie. Si presenta anche Puss, che interrompe il valzer dei due prendendo il posto di Pyke, e provocando lo sdegno generale quando inizia a ballare in maniera sessuale, venendo quindi espulso.
Brett, venuto a sapere di China Girl, contatta la polizia e dà loro una fotografia di Cinnamon; sconvolto dal fatto che la polizia lo consideri un sospettato, Brett dice che se vogliono capirne di più devono parlare con Puss, che descrive come un manipolatore che sa essere crudele e ha un accento molto marcato. Mentre lo descrive, Robin teme che Brett stia parlando del fidanzato di Mary.
Mary porta alcune delle prostitute (che sostiene siano studentesse) sulla spiaggia con lei, Pyke e Robin, per insegnare loro a nuotare. Arriva anche Puss il quale, dopo aver notato l'ostilità di Robin nei suoi confronti, solleva la questione dello stupro da lei subìto, fa commenti sessuali e poi la attacca violentemente mordendola sul naso. Mary, urlando e colpendosi alla testa, convince Robin a non sporgere denuncia.
Il test del DNA rivela che Felicity e Mike non sono i genitori biologici (avevano provato con un'altra prostituta), ma Robin è sconvolta nello scoprire che la coppia ha altre tre giovani madri surrogate, a loro dire «per essere sicuri di non avere altre delusioni»; Robin nota che sulle fotografie è presente lo stesso ventilatore, e deduce che sono state scattate nello stesso posto.
Appena compiuti diciotto anni, Mary, manipolata da Puss (che la deride per la sua educazione privilegiata), accetta di iniziare a lavorare come prostituta, scatenando l'ira di Bootie e Dang. Tuttavia, giunti vicino a un sottopassaggio, Mary dice di avere molta paura; Puss le dà uno schiaffo, le dice che è poco rispetto a quello che un cliente qualsiasi potrebbe farle, e la lascia lì. Mary però è troppo spaventata e telefona a Robin chiedendole di venirla a prendere; durante il viaggio di ritorno, Mary trova una fotografia di Cinnamon. Robin spiega a Mary è in grave pericolo; a casa di Robin, la ragazza si mette a piangere perché non sa come lasciare Puss.

## Who's Your Daddy
- Diretto da: Jane Campion
- Scritto da: Jane Campion e Gerard Lee

### Trama
Mary torna da Puss e gli chiede se sa che fine ha fatto Cinnamon; Pyke, che da poco si frequenta con Robin, è furioso e dichiara di voler uccidere Puss. Brett subisce un ulteriore colpo quando identifica il cadavere di Cinnamon, e inizia a soffrire di allucinazioni. Robin e Miranda hanno un ennesimo diverbio, dopodiché tornano alla stessa clinica per la fertilità dell'altra volta, dove Miranda mostra a Pixie la fotografia di Cinnamon per sapere se la riconosce, e di fronte alla sua titubanza le ordina aggressivamente di prenotarle un'ecografia.
Robin porta Miranda al molo per farla calmare. Miranda confessa di non essere incinta, e che la "sua" gravidanza sta avvenendo tramite la maternità surrogata a causa dei suoi problemi di fertilità; teme che la madre surrogata in questione abbia avuto un aborto e sia scappata, oppure che sia ancora incinta ma abbia deciso di tenere la figlia con sé. Robin le chiede se Adrian avesse dato un panda di peluche alla madre surrogata, perché ne ha visto uno al Silk 41, e Miranda ammette di sì.
Pixie si suicida con un'overdose di farmaci, e Adrian spiega che veniva perseguitata dalle coppie che avevano perso i contatti con le madri surrogate. Robin, Miranda e Adrian, grazie a un medico della clinica della fertilità, incontrano la coppia che aveva preso Cinnamon come madre surrogata, dalla quale scoprono che il vero nome della ragazza era Pathma. I due le avevano chiesto di andare a vivere con loro, ma Pathma rispose che sarebbe finita nei guai; inoltre pensano che China Girl possa non essere realmente la loro madre surrogata, ma Miranda li smentisce mostrando loro una fotografia della ragazza.
Julia mostra una forte gelosia per l'avvicinamento tra Pyke e Robin sostenendo che quest'ultima, solo perché ha tenuto Mary in grembo nove mesi, non è considerabile sua madre. Non passa molto tempo che Robin e Pyke hanno un rapporto intimo. Intanto Puss, con l'aiuto di Michaela, un'amica di Mary, dirige una sorta di documentario sulla maternità surrogata che ha per protagonisti prostitute e bambini caucasici, e ambientato in un povero villaggio tailandese. Qualche giorno dopo, all'improvviso Brett, armato di un fucile, si presenta al bordello e chiede di vedere Puss, che scappa in ascensore con Mary davanti a sé, mentre Brett spara un colpo.

## The Battle of the Mothers
- Diretto da: Ariel Kleiman
- Scritto da: Jane Campion e Gerard Lee

### Trama
Robin apprende da Miranda che c'è stata una sparatoria al Silk 41 e che Brett ha preso in ostaggio Mary; Brett ha rubato un taxi dopo averne ucciso il conducente, e ora si trova a Bondi Beach. Le telecamere di sicurezza del bordello mostrano, oltre alla sparatoria in cui Bootie viene ucciso, anche una stanza in cui Miranda e Adrian riconoscono la loro madre surrogata, una stanza della quale nessuno delle prostitute conosce l'ubicazione.
Il giorno successivo, Pyke e Julia si appellano ai compagni di classe di Mary sperando di ottenere delle informazioni. Robin è convinta che Brett sia ancora a Bondi Beach, confuso tra l'immensa folla, e insieme a Miranda e altri agenti inizia a perlustrarla. Robin e Miranda trovano una scatola capovolta presente dalla notte scorsa; mentre Robin chiede a dei bagnanti di allontanarsi, Miranda nota un pezzo di scarpa spuntare dalla sabbia, poi dà un calcio alla scatola e trova Brett, a occhi chiusi. Robin urla a Miranda di estrarre la sua pistola, ma mentre la donna esamina il polso di Brett, quest'ultimo estrae un fucile e spara all'addome di Miranda, scatenando il panico dei bagnanti. Robin gli salta addosso puntandogli la pistola alla tempia, chiedendogli dove si trova Mary.
A sorpresa, Mary torna a casa incolume; Julia la supplica di rimanere, promettendo che cambierà atteggiamento e cercherà di capirla, ma Mary le risponde che deve andarsene. Robin visita l'ospedale dove Miranda è in coma; Adrian promette a quest'ultima di rivelare a tutti che si amano, e supplica Robin di rintracciare la loro madre surrogata. Dopo essersi ritrovato con Robin al Café Stasi, Pyke riceve un messaggio da Julia che lo informa della sparizione del passaporto di Mary. Robin entra nella cucina del bar e trova Puss, che le rivela che aveva provato a risollevare Cinnamon dalla depressione dovuta alla condizione di madre surrogata, ma che alla fine si è suicidata impiccandosi, e che è stata messa nella valigia da Bootie e Dang. Robin lo minaccia e gli ordina di rivelarle l'ubicazione della stanza dove stanno le altre madri surrogate, perciò Puss le dà l'indirizzo e la chiave.
Raggiunto l'indirizzo a Darlinghurst, Robin trova non solo Adrian, ma anche le altre coppie in attesa, che hanno ricevuto tutte le chiamate dalle madri surrogate; trovano però l'appartamento vuoto, a eccezione di un DVD. Contemporaneamente, Mary scorta le madri surrogate in aeroporto; mentre le accompagna all'imbarco insieme a Puss, Mary gli ricorda che Brett avrebbe potuto ucciderla mentre lui era scappato senza portarla con sé, e lui ribatte che le ante dell'ascensore si sono chiuse da sole. Mary gli domanda che ne sarà dei nascituri, e lui risponde che se ne occuperanno «quelli che hanno pagato per loro, che li hanno creati», ma Mary lo chiama bugiardo e si rifiuta di salire a bordo, osservando l'aereo prendere il volo.
Robin, Adrian e le coppie proiettano il DVD, contenente il filmato girato da Puss, in cui l'uomo accusa le ricche coppie di essere arrivate a sfruttare delle prostitute straniere in difficoltà economica pur di soddisfare il loro egoistico e ossessivo desiderio di riprodursi, accusando più in generale l'Occidente. Ora è troppo tardi: le madri surrogate sono già partite per tornare al loro paese natale, e ognuna porta con sé abbastanza denaro per sfamare un intero villaggio povero. Le coppie diventano isteriche e vogliono che Adrian blocchi l'aereo, ma non c'è nulla da fare: come stabilisce la legge, se una madre surrogata cambia idea può tenersi il bambino senza conseguenze di alcun tipo, poiché il corpo è suo e solo a lei spetta decidere cosa farne.
Robin va a casa degli Edwards, dove Julia le dice che lei e Pyke cercheranno di riallacciare il loro rapporto. Prima di andarsene, Robin le chiede se può prendere in prestito il DVD di cui le aveva parlato Pyke, in cui viene mostrata Mary da piccola festeggiare uno dei suoi compleanni. Julia protesta dicendo che è la loro unica copia, ma Pyke risponde che verrà a riprenderlo non appena Robin avrà finito di guardarlo quella sera stessa; Julia sembra preoccupata, ma non dice nulla. Robin guarda il video, piangendo lacrime di felicità, e sente bussare alla sua porta, presumibilmente da Pyke.